# Волковичский сельсовет (Могилёвская область)
Во́лковичский сельсовет — административная единица на территории Чаусского района Могилёвской области Белоруссии.

## История
Ранее в состав сельсовета входил упразднённый посёлок Победа.

## Состав
Включает 15 деревень:
- Александрово — деревня.
- Бахотец — деревня.
- Бесчинье — деревня.
- Волковичи — агрогородок.
- Грязивец — деревня.
- Долгий Мох — деревня.
- Исакова Буда — деревня.
- Красная Поляна — посёлок.
- Кутня — деревня.
- Малый Грязивец — деревня.
- Островы — деревня.
- Смолка — деревня.
- Сутоки — деревня.
- Хацковичи — деревня.
- Черенки — деревня.